# Parchal
Parchal ist eine Kleinstadt und ehemalige Gemeinde an der Algarve im Süden Portugals.
Der Ort hat sich zunehmend zur Schlafstadt der benachbarten Stadt Portimão entwickelt. Auch Teile des Hafens von Portimão liegen im Gebiet der Gemeinde Parchal, so der dortige Yachthafen.

## Geschichte
Die Ortschaft entstand nach dem Bau der Brücken über den Rio Arade hinüber zur Stadt Portimão, so die Straßenbrücke Ponte Velha 1876 und die Eisenbahnbrücke der Linha do Algarve 1889. Mit der Ansiedlung von Fischerei und Fischverarbeitungsindustrie Anfang des 20. Jahrhunderts begann dann die eigentliche Entwicklung Parchals.
Im Zuge von Wohnungsbauprogrammen nach der Nelkenrevolution 1974 begann die Ortschaft ein anhaltendes Wachstum.
Die eigenständige Gemeinde Parchal wurde am 12. Juli 1997 durch Gebietsausgliederung aus der Gemeinde Estômbar neu geschaffen.
Am 12. Juli 2001 wurde Parchal zur Kleinstadt (Vila) erhoben.
Seit der Gebietsreform 2013 bilden Parchal und Estômbar eine gemeinsame Gemeinde.

## Verwaltung
Parchal war Sitz einer gleichnamigen Gemeinde (Freguesia) im Kreis (Concelho) von Lagoa im Distrikt Faro. Auf einer Fläche von 4 km² leben hier 4082 Einwohner (Stand 30. Juni 2011).
Folgende Orte und Ortsteile gehörten zur Gemeinde Parchal:
- Aldeia da Bela Vista
- Doca de Pesca
- Parchal
- Pateiro
- Ponte do Charuto
- Urbanização Bela Vista

Im Zuge der Gebietsreform in Portugal am 29. September 2013 wurde Parchal mit Estômbar zur União das Freguesias de Estombar e Parchal zusammengeführt.

## Söhne und Töchter der Gemeinde
- Pedro Martins (* 1990), Badmintonspieler